# Pejzaże Myśli
Pejzaże Myśli: stanowiska, idee, ludzie – seria wydawnicza Wydawnictwa Prószyński i S-ka

## Tomy wydane
- Fenotyp rozszerzony. Dalekosiężny gen (Richard Dawkins 2003)
- Obecność mitu (Leszek Kołakowski 2003)
- Gaja. Nowe spojrzenie na życie na Ziemi (James Lovelock 2003)
- Rosyjscy myśliciele (Isaiah Berlin, 2003)
- Obietnice demokracji (Paweł Śpiewak, 2004)
- Pokrzywione drzewo człowieczeństwa (Isaiah Berlin, 2004)
- Modne bzdury. O nadużywaniu pojęć z zakresu nauk ścisłych przez postmodernistycznych intelektualistów (Alan Sokal, Jean Bricmont, 2004)
- Czas w dziejach. Poglądy na czas od prehistorii po dzień dzisiejszy (G.J. Whitrow, 2004)
- Przyjemność poznawania. Zbiór najciekawszych, krótkich wypowiedzi Richarda Feynmana (Richard Feynman, 2005)
- Bezradność liberałów. Myśl liberalna wobec konfliktu i wojny (Marcin Król, 2005)
- Od neuronu do (samo)świadomości (Bernard Korzeniewski, 2005)
- Średniowieczne podstawy nauki nowożytnej w kontekście religijnym, instytucjonalnym oraz intelektualnym (Edward Grant, 2005)
- Egzystencjalizm (Mary Warnock, 2005)
- I człowiek stworzył bogów... Jak powstała religia? (Pascal Boyer, 2005)
- Przewrót kopernikański. Astronomia planetarna w dziejach myśli Zachodu (Thomas Kuhn, 2006)